# کاپودان پاشا

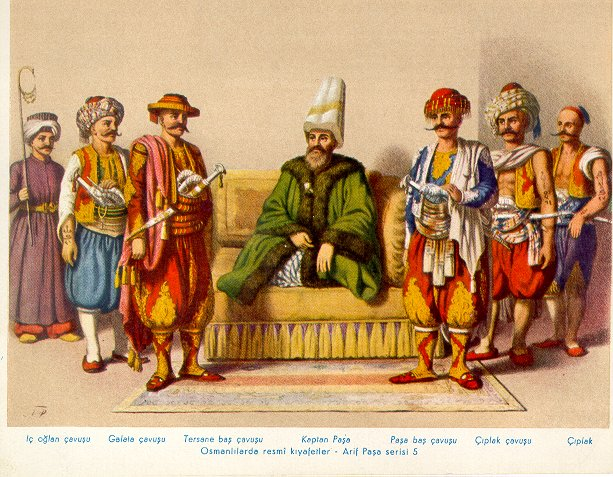
نقاشی از کاپودان پاشا

کاپودان پاشا (ترکی عثمانی: قپودان پاشا) دریادار نیروی دریایی امپراتوری عثمانی بود. او همچنین با نام قپودان دریا یا کاپیتان دریا شناخته می‌شد.